# Springböcke

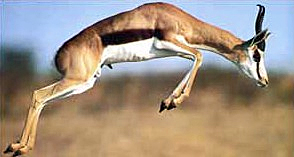
Prellsprung des Springbocks

Die Springböcke (Antidorcas) sind eine afrikanische Antilopengattung aus der Gruppe der Gazellenartigen. Sie kommen heute ausschließlich im südlichen Afrika vor, Fossilfunde belegen jedoch, dass Springböcke ursprünglich viel weiter in Afrika verbreitet waren. Es werden drei Arten unterschieden.

## Merkmale
Die Springböcke erreichen eine Kopf-Rumpf-Länge von 112 bis 162 Zentimetern, eine Schulterhöhe von bis zu 90 Zentimetern und wiegen zwischen 27 und 59 Kilogramm. Die Hörner werden bis zu 43 Zentimeter lang.
Springböcke erinnern im Aussehen an die Thomson-Gazelle. Wie diese haben sie einen dunklen, rotbraunen Streifen, der die gelbbraune Oberseite von der weißen Bauchseite trennt. Am weißen Kopf erstreckt sich ein dünner Streifen von den Augen bis zum oberen Maulwinkel. Die verlängerten Rückenhaare kann man nur sehen, wenn das Tier „prunkt“, das heißt, mit steifen Beinen und gekrümmten Rücken emporspringt – das namengebende Verhalten. Beide Geschlechter tragen geringelte, leierförmige Hörner; die der Weibchen sind allerdings schlanker.
Die Gestalt gleicht der einer echten Gazelle. Die Springböcke werden dennoch einer anderen Gattung zugeordnet, da ihr Gebiss von dem der Gazellen abweicht: sie haben sowohl im Ober- als auch im Unterkiefer in der Regel nur zwei Prämolaren, Gazellen dagegen drei. Sofern die zweiten Prämolaren auftreten, sind sie von äußerst kleiner Gestalt.

## Lebensweise

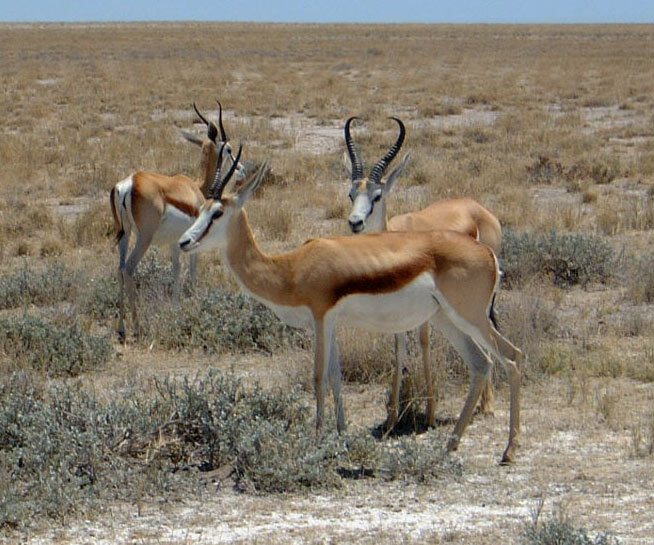
Springböcke

Der Name „Springbock“ rührt von den senkrechten Sätzen, mit denen sich diese Antilope in die Höhe schnellt, wenn sie erschreckt wird. Diese Sprünge aus dem Stand können Höhen von 3,5 m erreichen. Bei diesem „Prunken“, wie das Prellspringen auch genannt wird, bleiben die Beine steif, der Rücken wird nach außen gewölbt, und aus einer Hautfalte im Rücken treten die langen, weißen Haare hervor, die weithin zu sehen sind. Dieses Verhalten könnte dazu dienen, die Artgenossen zu warnen, wenn ein Raubtier wahrgenommen wurde. Allerdings vollführen auch Jungtiere im Spiel immer wieder diese Sprünge. Eine alternative Hypothese sagt, dass die Signale den Raubtieren selbst gelten sollen: ihnen wird angezeigt, dass sie bemerkt worden sind, und dass ein Angriff sinnlos ist. Sollte es doch zu einem Angriff kommen, kann ein Springbock mit einer Geschwindigkeit von fast 90 km/h fliehen. Damit gehört er neben dem Geparden, dem Gabelbock und der Hirschziegenantilope zu den schnellsten Säugetieren überhaupt. Er gilt jedoch als antrittsschnellstes Landtier und erreicht nach zwei Sekunden schon 62 km/h.
Springböcke leben zur Trockenzeit in kleineren Verbänden, die sich in der Regenzeit zu gewaltigen Herden vereinen. Diese Herden, in denen die Tiere Wanderungen zu besseren Nahrungsgründen unternehmen, konnten in früheren Jahrhunderten über eine Million Tiere umfassen. Heute bestehen die größten Herden aus etwa 1500 Springböcken. In der Trockenzeit bilden die Weibchen mit ihren Jungen kleine Herden aus etwa hundert Tieren. Separate Herden bilden junge Männchen; diese Junggesellenverbände bestehen aus etwa fünfzig Tieren. Männchen sind territorial. Sie unterhalten Reviere mit einer Fläche von 10 bis 40 Hektar und versuchen, die darin befindlichen Weibchen dort zu halten.

## Verbreitung

Springböcke sind auf das südliche Afrika beschränkt

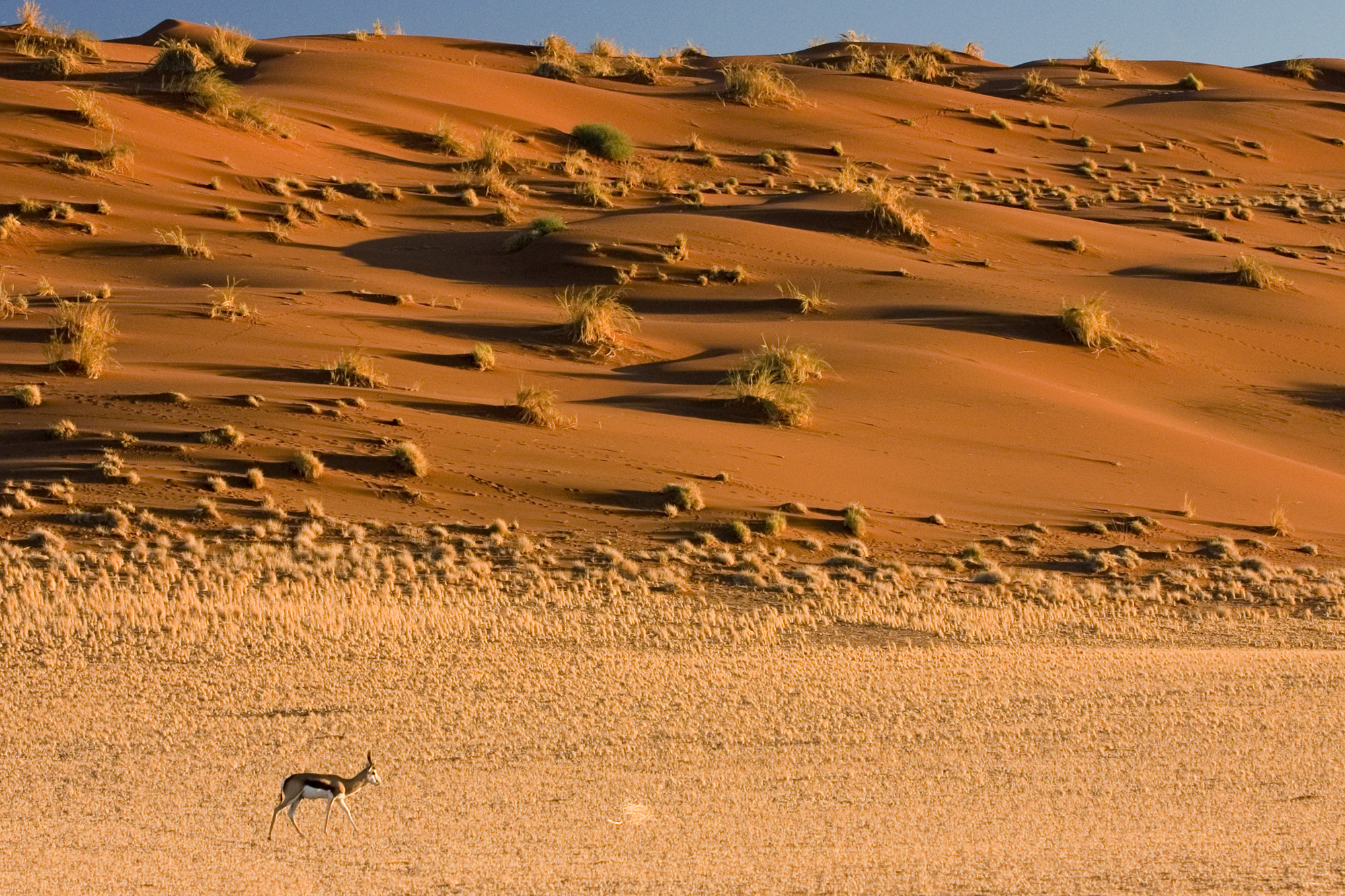
Springbock im Namib-Naukluft-Nationalpark

Die Gattung kommt auf den Territorien Südafrikas, Namibias, Angolas und Botswanas vor. Das Habitat ist die offene Savanne.

## Arten
Es werden heute drei Arten unterschieden:
- Angola-Springbock (Antidorcas angolensis Blaine, 1922)
- Kalahari-Springbock (Antidorcas hofmeyri Thomas, 1926)
- Kap-Springbock oder Springbock (Antidorcas marsupialis (Zimmermann, 1780))

## Sonstiges
Bei internationalen Sportwettbewerben nennen sich südafrikanische Teams oft nach diesen Tieren; so heißt die erfolgreiche Rugby-Union-Nationalmannschaft Südafrikas „Springboks“ und die Cricket-Nationalmannschaft trug zur Zeit der Apartheid ebenfalls diesen Spitznamen. Diese Verbundenheit mit dem Springbock lässt jedoch nach, da die Antilope im Bewusstsein des neuen Südafrika mit dem Wappen des alten Apartheid-Staates verknüpft ist. So entfernte South African Airways 1997 den Springbock aus ihrem Logo; springbok ist allerdings nach wie vor das ICAO-Rufzeichen (callsign) der Fluggesellschaft. Des Weiteren gibt es in Südafrika Versuche einer Landwirtschaftlichen Wildhaltung mit den Springböcken. Das Fleisch wird unter anderem in Europa vermarktet.
Seitdem der südafrikanischen Bildhauer Coert Steynberg das Springbock-Motiv für die Münzprägung entworfen hatte, erfreut sich der Springbock einer zunehmenden Beliebtheit. Im Juli 1967 erfolgte die Verbindung dieses Springbock-Motivs mit dem Bildnis des Naturliebhabers Paul Krüger auf der erfolgreichen Goldanlegermünze Krügerrand. Damit wurde das Springbock-Motiv weltweit bekannt. Jährlich werden immer mehr Münzen mit dem Springbock-Motiv geprägt, u. a. die Silberunze mit dem Namen The African Springbok. Der Springbock gehört heute zu einem der beliebtesten Tiermotive.
Trotz dieser Berühmtheit wurden die Springböcke lange massiv bejagt. Einerseits wurde ihr Fleisch geschätzt, andererseits hielt man sie für einen Schädling, da die Herden die Getreidefelder zertrampelten. Durch organisierte Massenabschüsse schaffte man es im 19. Jahrhundert sogar, die Springböcke in Südafrika ganz aussterben zu lassen; im 20. Jahrhundert wurden die Tiere allerdings aus den Nachbarstaaten wieder eingeführt. Die Gesamtpopulation wird heute auf 600.000 Tiere geschätzt.

## Einzelbelege
1. ↑  Spinage, S. 189
2. ↑  John D. Skinner: Genus Antidorcas Springbok. In: Jonathan Kingdon, David Happold, Michael Hoffmann, Thomas Butynski, Meredith Happold und Jan Kalina (Hrsg.): Mammals of Africa Volume VI. Pigs, Hippopotamuses, Chevrotain, Giraffes, Deer and Bovids. Bloomsbury, London, 2013, S. 398–403
3. ↑  Spinage, S. 166